# 중위의 웃음
《중위의 웃음》(The Smiling Lieutenant)은 미국에서 제작된 에른스트 루비치 감독의 1931년 코미디, 멜로/로맨스, 뮤지컬 영화이다. 모리스 슈발리에 등이 주연으로 출연하였고 에른스트 루비치 등이 제작에 참여하였다. 아카데미 작품상에 지명되었다. 루비치 감독의 3개 영화 가운데 첫 번째 작품이며 나머지 두 영화는 천국의 말썽, 삶의 설계이다.

## 출연

### 주연
- 모리스 슈발리에
- 클로데트 콜베르

### 조연
- 미리암 홉킨스
- 찰스 러글스
- 조지 바비어

## 기타
- 미술: 한스 드레이어